# You'll Be Alright, Kid
Singles
1. Save You a Seat
Sortie : 29 mars 2024
2. Carry You Home
Sortie : 31 mai 2024
3. Troubled Waters
Sortie : 6 septembre 2024
4. Burning Down (feat. Joe Jonas)
Sortie : 6 décembre 2024
5. Ordinary
Sortie : 7 février 2025
6. Bloodline (feat. Jelly Roll)
Sortie : 22 mai 2025
7. On My Mind (feat. Rosé)
Sortie : 27 juin 2025

You'll Be Alright, Kid est le premier album studio du chanteur, auteur-compositeur, vidéaste web et influenceur américain Alex Warren sorti le 18 juillet 2025.
L'album combine le EP 10 titres sorti en 2024 sous le titre You'll Be Alright, Kid (Chapter 1), et un second CD de 11 titres, incluant la chanson à succès Ordinary (en) qui s'est classée numéro 1 du Billboard Hot 100 aux États-Unis et du UK Singles Chart au Royaume-Uni,,,.

## Liste des pistes
Tous les morceaux sont écrits par Alex Warren, Adam Yaron, Cal Shapiro et Mags Duval, sauf mention contraire.
Disque 1
| 1.    | Eternity                     | Alex Warren, Adam Yaron                     |                             | 3:09 |
| 2.    | The Outside                  |                                             |                             | 3:03 |
| 3.    | First Time on Earth          | Alex Warren, Adam Yaron                     |                             | 2:41 |
| 4.    | Bloodline (feat. Jelly Roll) | Alex Warren, Adam Yaron, Jelly Roll         |                             | 3:02 |
| 5.    | Never Be Far                 |                                             |                             | 3:17 |
| 6.    | Ordinary                     |                                             |                             | 3:07 |
| 7.    | Everything                   |                                             |                             | 2:48 |
| 8.    | Getaway Car                  |                                             |                             | 3:04 |
| 9.    | Who I Am                     |                                             |                             | 3:22 |
| 10.   | You Can't Stop This          |                                             |                             | 2:41 |
| 11.   | On My Mind (feat. Rosé)      | Alex Warren, Rosé, Ammo, Xplicit, John Ryan | John Ryan, Ammo, Adam Yaron | 3:09 |
| 33:23 |                              |                                             |                             |      |

Disque 2
| You'll Be Alright, Kid (Chapter 1) | You'll Be Alright, Kid (Chapter 1) | You'll Be Alright, Kid (Chapter 1)                       | You'll Be Alright, Kid (Chapter 1) | You'll Be Alright, Kid (Chapter 1) | You'll Be Alright, Kid (Chapter 1) | You'll Be Alright, Kid (Chapter 1) | You'll Be Alright, Kid (Chapter 1) | You'll Be Alright, Kid (Chapter 1) | You'll Be Alright, Kid (Chapter 1) |
| No                                 | Titre                              | Auteur                                                   | Durée                              |                                    |                                    |                                    |                                    |                                    |                                    |
| ---------------------------------- | ---------------------------------- | -------------------------------------------------------- | ---------------------------------- | ---------------------------------- | ---------------------------------- | ---------------------------------- | ---------------------------------- | ---------------------------------- | ---------------------------------- |
| 1.                                 | Burning Down                       |                                                          | 2:59                               |                                    |                                    |                                    |                                    |                                    |                                    |
| 2.                                 | Catch My Breath                    |                                                          | 3:12                               |                                    |                                    |                                    |                                    |                                    |                                    |
| 3.                                 | Carry You Home                     |                                                          | 2:46                               |                                    |                                    |                                    |                                    |                                    |                                    |
| 4.                                 | Troubled Waters                    |                                                          | 3:17                               |                                    |                                    |                                    |                                    |                                    |                                    |
| 5.                                 | Heaven Without You                 |                                                          | 3:22                               |                                    |                                    |                                    |                                    |                                    |                                    |
| 6.                                 | Before You Leave Me                | Alex Warren, Adam Yaron, Charlie Oriain, Rollo Spreckley | 2:56                               |                                    |                                    |                                    |                                    |                                    |                                    |
| 7.                                 | Save You a Seat                    | Alex Warren, Adam Yaron, Cal Shapiro                     | 3:17                               |                                    |                                    |                                    |                                    |                                    |                                    |
| 8.                                 | Chasing Shadows                    | Alex Warren, Adam Yaron, Nolan Sipe                      | 2:44                               |                                    |                                    |                                    |                                    |                                    |                                    |
| 9.                                 | Yard Sale                          | Alex Warren, Adam Yaron, Nolan Sipe                      | 2:54                               |                                    |                                    |                                    |                                    |                                    |                                    |
| 10.                                | You'll Be Alright, Kid             |                                                          | 2:29                               |                                    |                                    |                                    |                                    |                                    |                                    |
| 29:56                              |                                    |                                                          |                                    |                                    |                                    |                                    |                                    |                                    |                                    |

## Clips vidéos
- Yard Sale : 10 novembre 2023
- Before You Leave Me : 16 février 2024
- Carry You Home : 31 mai 2024[5]
- Troubled Waters : 6 septembre 2024
- Burning Down (feat. Joe Jonas) : 19 décembre 2024
- Ordinary : 21 février 2025[6]
- Bloodline (feat. Jelly Roll) : 30 mai 2025
- On My Mind (feat. Rosé) : 27 juin 2025

## Titres certifiés en France
- Carry You Home  Platine[7]
- Ordinary  Platine[8]

## Classements et certifications

### Classements hebdomadaires
| Classement (2025)                  | Meilleure place |
| ---------------------------------- | --------------- |
| Allemagne (Media Control AG)       | 7               |
| Australie (ARIA)                   | 15              |
| Autriche (Ö3 Austria Top 40)       | 7               |
| Belgique (Flandre Ultratop)        | 2               |
| Belgique (Wallonie Ultratop)       | 8               |
| Canada (Canadian Albums Chart)     | 3               |
| Danemark (Tracklisten)             | 11              |
| Écosse (OCC)                       | 2               |
| Espagne (Promusicae)               | 26              |
| États-Unis (Billboard 200)         | 5               |
| Finlande (Suomen virallinen lista) | 17              |
| France (SNEP)                      | 10              |
| Irlande (Irish Albums Chart)       | 1               |
| Italie (FIMI)                      | 19              |
| Norvège (VG-lista)                 | 1               |
| Nouvelle-Zélande (RIANZ)           | 4               |
| Pays-Bas (Mega Album Top 100)      | 1               |
| Portugal (AFP)                     | 40              |
| Royaume-Uni (UK Albums Chart)      | 1               |
| Suède (Sverigetopplistan)          | 2               |
| Suisse (Schweizer Hitparade)       | 6               |

### Certifications
| Pays                  | Certification | Unités certifiées |
| --------------------- | ------------- | ----------------- |
| Canada (Music Canada) | Platine       | 80 000            |
| États-Unis (RIAA)     | Or            | 500 000           |